# Nodalla (Nodalla) saharica
Nodalla (Nodalla) saharica is een insect uit de familie van de Berothidae, die tot de orde netvleugeligen (Neuroptera) behoort. 
Nodalla (Nodalla) saharica is voor het eerst wetenschappelijk beschreven door Esben-Petersen in 1920.